# Паскаль Штенцель
Паскаль Штенцель (нім. Pascal Stenzel, нар. 20 березня 1996, Бюнде, Німеччина) — німецький футболіст, опорний півзахисник клубу «Штутгарт» і молодіжної збірної Німеччини.

## Ігрова кар'єра

### Клубна
Паскаль Штенцель народився у містечку Бюнде. Є вихованцем клуба «Оснабрюк». Але згодом футболіст перейшов до футбольної школи «Боруссії» з Дортмунда. Та в першій команді у матчах національного чемпіонату Штенцель так і не зіграв, переважно виходячи на поле у другій команді «Боруссії» у Третій Бундеслізі.
Взимку 2016 року Штенцель відправився в оренду до клубу Другої Бунудесліги — «Фрайбург». Де грав півтора року, після чого підписав з клубом повноцінний контракт.
Так само і в 2019 році після короткої оренди Штенцель уклав контракт із клубом Бундесліги - «Штутгартом» до літа 2024 року.

### Збірна
Паскаль Штенцель провів кілька матчів у складі юнацьких та молодіжної збірних Німеччини.

## Титули і досягнення
- Володар Кубка Німеччини (1):

«Штутгарт»: 2024-25